# ゆうドキっ!
ゆうドキっ!は、ABSワイドゆうにかわって放送されていた秋田放送（ABSテレビ）制作のローカルの夕方ワイド番組。試験放送中だった番組開始当初から地上デジタル放送ではハイビジョン放送を行い、本放送が始まった前日の2006年5月31日からは番組連動型のデータ放送を行っていた。

## 司会
| 期間     | 期間       | 男性     | 男性              | 男性     | 女性     | 女性     | 女性                |
| 期間     | 期間       | 月・火   | 水                | 木・金   | 月・火   | 水       | 木・金              |
| -------- | ---------- | -------- | ----------------- | -------- | -------- | -------- | ------------------- |
| 2006.4.3 | 2006.12.29 | 松浦大悟 | 井関裕貴          | 井関裕貴 | 物袋綾子 | 高橋美樹 | 松井梨絵子          |
| 2007.1.4 | 2007.3.30  | 加藤隆弘 | 井関裕貴 加藤隆弘 | 井関裕貴 | 物袋綾子 | 高橋美樹 | 松井梨絵子          |
| 2007.4.2 | 2007.8.31  | 加藤隆弘 | 加藤隆弘          | 田村修   | （不在） | 石井綾子 | 松井梨絵子 物袋綾子 |
| 2007.9.3 | 2008.3.21  | 加藤隆弘 | 廣田裕司          | 田村修   | 石井綾子 | 石井綾子 | 物袋綾子            |

## レギュラー
| 期間      | 期間      | 月曜     | 月曜     | 火曜       | 火曜     | 水曜     | 木曜     | 木曜     | 金曜       | 金曜     |
| --------- | --------- | -------- | -------- | ---------- | -------- | -------- | -------- | -------- | ---------- | -------- |
| 2006.4.3  | 2006.9.29 | マッキー | 田村陽子 | 桜庭みつる | 宇奈月満 | 工藤東子 | 多可享子 | 石井綾子 | 佐藤美知子 | （不在） |
| 2006.10.2 | 2007.3.30 | マッキー | 田村陽子 | 桜庭みつる | （不在） | 工藤東子 | 多可享子 | 石井綾子 | 佐藤美知子 | （不在） |
| 2007.4.2  | 2007.6.29 | マッキー | 酒井茉耶 | 桜庭みつる | （不在） | （不在） | 多可享子 | （不在） | 佐藤美知子 | （不在） |
| 2007.7.2  | 2007.8.31 | マッキー | 酒井茉耶 | 桜庭みつる | （不在） | （不在） | 多可享子 | （不在） | 佐藤美知子 | 尾崎朋美 |
| 2007.9.3  | 2008.3.21 | マッキー | 酒井茉耶 | 桜庭みつる | （不在） | （不在） | 多可享子 | （不在） | 佐藤美知子 | 廣田裕司 |

## 主なコーナー

### 全日
県内ニュース（報道フロアから「Newsリアルタイムあきた」の男女いずれかのキャスターがニュースを読む）
ごはんドキっ!（料理コーナー・講師は日替わりで月曜～木曜放送）
県内の天気

### 月曜
ゆうドキっ!トレンド情報（今ちまたで流行っている場所やモノをゆうドキっ!目線でタイムリーに紹介、レポート!）
TOHOシネタウン情報

### 火曜
ヨンチャンが行く!（秋田放送デジタルマスコットキャラクター「デジタルヨンチャン」が県内の幼稚園・保育園を訪問）
エンタメNAVI

### 水曜
ゆうドキっ!ペット同好会（隔週、めざましテレビのきょうのわんこに似ているが全てのペットを紹介。紹介されたペットの飼い主へ、ペットショップ商品券がもらえる。）
ニュースな言葉（隔週、ニュース用語を野村證券秋田支店社員を解説に迎えて紹介。）
女性誌ひろーい読み（発売したての女性誌の「見出し」から今を読み解く!）

### 木曜
GEO FITNESS SHAPE CAMP（ゲオフィットネス秋田広面店で実際に行われ、誰もが簡単に行える様々な運動を紹介。体を動かす事の魅力を伝える。）
ゆう遊トラベルガイド（秋田駅構内びゅうプラザから中継）

### 金曜
週末ヨンチャン占い
@ゆうなまてれ（第1･2金曜青森放送「@なまてれ」と中継をつなぐ）
5きげんこまち通信（最終金曜テレビ岩手「5きげんテレビ」と中継をつなぐ）
廣田アナの勉強になりますっ!（廣田アナが秋田のさまざまな事を教わりながら、なかなか見られない映像を見せる）

## 放送時間
- 月曜-金曜  16:52.00-17:50.00(JST)

ゆうドキっ!とNEWSリアルタイム間はノンステーションブレイクでつなぐ。